# Bordeștii Poieni, Alba
Bordeștii Poieni este un sat în comuna Vidra din județul Alba, Transilvania, România. La recensământul din 2002 avea o populație de 1 locuitor.